# Djangodor
 (février 2018).
Le Djangodor "Trophées Internationaux du Jazz" est un concert cérémonie durant lequel sont remis les DjangodOr, des récompenses en hommage aux musiciens confirmés ou à la promotion de nouveaux talents. Cette cérémonie est organisée en France ainsi que dans plusieurs autres pays en Europe ou en Afrique.
Le trophée est une œuvre d’art originale, spécialement créé par le peintre et sculpteur Raymond Moretti, représentant une envolée de guitares sur une signature de Django Reinhardt.

## Historique
La remise de prix est l'activité principale de l'association Arts, Nuances, Cultures (ANC), fondée en 1992 par Jacqueline Danno, Frank Hagège et Babik Reinhardt.
L'ANC possède un comité d'administration, composé de membres professionnels, institutionnels ou du monde associatif, et d'un comité artistique parmi lequel figurent Olivier Bernard, Philippe Carles, David Godevais (Pygmalion Records), Didier Lockwood, Jean-Michel Proust (Le Duc des Lombards), Jean-Paul Ricard (AJMI Avignon), Jean-Pierre Solvès, Michel Valera (Fédération nationale des écoles d'influence jazz et des musiques actuelles ou FNEIJMA).

### LesDjangodorfrançais
Le nom de la cérémonie rappelle le nom de Django Reinhardt, à ne pas confondre avec le prix Django-Reinhardt décerné chaque année à un musicien par l'Académie du jazz.
Chaque année le comité artistique sélectionne parmi les candidatures trois musiciens dans chaque catégorie :
- DjangodOr de la guitare,
- DjangodOr Nouveau Talent avec le soutien de l’ADAMI,
- DjangodOr Musicien Confirmé,
- DjangodOr Spectacle Vivant avec le soutien de la SPEDIDAM,
- DjangodOr de la Création avec le soutien de la SACEM,
- DjangodOr Prix Frank Hagège.

### LesDjangodoreuropéens
En 1995 est organisée sur le modèle français la première cérémonie des DjangodOr "Trophées belges du jazz" en Belgique. Elle sera suivie par la Suède (1998), l’Italie (1999) et le Danemark (2001), chaque pays sélectionnant ses propres musiciens.
Cette cérémonie cesse en 2005 en Italie, en 2007 au Danemark, et en 2010 en Belgique.

### LesEurodjango
En 2000 est créée à Bruxelles la première cérémonie des Eurodjango, renouvelée en 2007.

### LesDjangodorafricains
La première cérémonie est organisée en 2010 à Ouagadougou au Burkina Faso.
Certains festivals de jazz sont labellisés DjangodOr, comme ceux de Jazz in Ryiad à Fez au Maroc, ou Madajazzcar à Madagascar.